# Kanton Montlieu-la-Garde
Der Kanton Montlieu-la-Garde war bis 2015 ein französischer Wahlkreis im Département Charente-Maritime und in der damaligen Region Poitou-Charentes. Er umfasste 13 Gemeinden im Arrondissement Jonzac; sein Hauptort (frz.: chef-lieu) war Montlieu-la-Garde. Die landesweiten Änderungen in der Zusammensetzung der Kantone brachten im März 2015 seine Auflösung.
Der Kanton Montlieu-la-Garde war 218,88 km2 groß und hatte 6813 Einwohner (Stand: 2012).

## Gemeinden
| Gemeinde                  | Einwohner (Stand: 2022) | Code postal | Code Insee |
| ------------------------- | ----------------------- | ----------- | ---------- |
| Bedenac                   | 689                     | 17210       | 17038      |
| Bussac-Forêt              | 1079                    | 17210       | 17074      |
| Chatenet                  | 217                     | 17210       | 17095      |
| Chepniers                 | 694                     | 17210       | 17099      |
| Chevanceaux               | 1087                    | 17210       | 17104      |
| Mérignac                  | 235                     | 17210       | 17229      |
| Montlieu-la-Garde         | 1263                    | 17210       | 17243      |
| Orignolles                | 715                     | 17210       | 17269      |
| Le Pin                    | 71                      | 17210       | 17276      |
| Polignac                  | 161                     | 17210       | 17281      |
| Pouillac                  | 288                     | 17210       | 17287      |
| Sainte-Colombe            | 110                     | 17210       | 17319      |
| Saint-Palais-de-Négrignac | 775                     | 17210       | 17378      |